# SAAJ
SAAJ(SOAP with Attachments API for Java)는 자바 플랫폼에서 인터넷을 통해 XML을 보낼 때 표준 방법을 제공하는 자바 API이다. 
SAAJ는 개발자에게 SOAP 1.1 사양과 SOAP에 파일 첩부하는 것을 만들 수 있게 한다. 개발자는 JAX-RPC를 사용하지 않고 직접 SOAP 애플리케이션을 생성할 수 있다.